# Bruno Lauzi

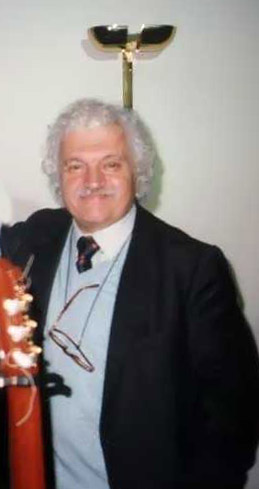
Bruno Lauzi (1993)

Bruno Lauzi (* 8. August 1937 in Asmara (Eritrea); † 23. Oktober 2006 in Peschiera Borromeo) war ein italienischer Cantautore (Liedermacher), Songwriter, Kabarettist, Dichter und Schriftsteller.

## Leben und Wirken
Zusammen mit Umberto Bindi, Luigi Tenco und Gino Paoli gehörte Lauzi zu den bekanntesten Vertretern der so genannten Genueser Liedermacherschule.
In Lauzis Liedern waren Elemente des Jazz, der brasilianischen Musik, Melodien französischer Liedermacher und Genueser Volkslieder zu hören. Zu seinen Erfolgshits zählten die Lieder Onda su onda, Genova per noi, Ritornerai (die beiden letzten geschrieben von Paolo Conte), Il tuo amore, Mary oh Mary und Amore caro, amore bello.
Als Autor schrieb er unter anderem Lieder für Mia Martini (Donna sola, Piccolo uomo, Almeno tu nell’universo), Georges Moustaki (Lo straniero), Ornella Vanoni (L'appuntamento), Marcella Bella (Più soffia il vento, Verde smeraldo) und Edoardo Bennato (Lei non è qui… non è là).
Bruno Lauzi litt lange an der Parkinsonschen Krankheit, an der er 2006 starb.

## Diskografie

### Alben
- 1965 – Lauzi al cabaret
- 1965 – Ti ruberò
- 1968 – Cara
- 1970 – Bruno Lauzi
- 1971 – Amore caro amore bello (Doppelalbum)
- 1972 – Il teatro di Bruno Lauzi
- 1973 – Simon
- 1974 – Lauzi oggi
- 1975 – L'amore sempre
- 1975 – Quella gente là
- 1975 – Genova per noi
- 1976 – Johnny Bassotto, la tartaruga...ed altre storie
- 1977 – Persone
- 1978 – Alla grande
- 1981 – Amici miei
- 1982 – Palla al centro
- 1985 – Piccolo grande uomo
- 1985 – Back to Jazz
- 1987 – Ora!
- 1988 – La musica del mondo
- 1989 – Inventario latino
- 1992 – Il dorso della balena
- 1994 – 10 Belle canzoni d'amore
- 1995 – Una vita in musica
- 1996 – Johnny Bassotto e i suoi amici
- 2001 – Omaggio alla città di Genova
- 2003 – Il manuale del piccolo esploratore
- 2003 – Nostaljazz

### Singles
- 1976 – La tartaruga (IT: Gold)[1]